# Lepidiolamprologus kendalli
 Lepidiolamprologus kendalli és una espècie de peix de la família dels cíclids i de l'ordre dels perciformes.
L'espècie va ser descrita per primera vegada científicament el 1977 per l'ictiòleg belga Max Poll i el seu col·lega D. J. Stewart amb el nom de Lamprologus kendalli i es va donar el nom de l'ecologista nord-americà Robert L. Kendall, que va capturar els exemplars tipus. El 1978, l'ictiòleg alemany Wolfgang Staeck va descriure una espècie molt similar que es produïa a la costa zambiana amb el nom de Lamprologus nkambae. Les dues espècies van ser transferides el 1991 per Maréchal i Poll al gènere Lepidiolamprologus, que es diferencia principalment per les seves nombroses escales particularment petites de Lamprologus.
Lepidiolamprologus nkambae ja no es considera una espècie separada a Fishbase, però una mera descripció sinònima.

## Morfologia
Els adults poden assolir els 16 cm de longitud total.

## Distribució geogràfica
És endèmic del sud del llac Tanganyika (Àfrica oriental) i Zàmbia.